# Treenigheds Sogn
Treenigheds Sogn (dt.: Dreieinigkeits-Kirchspiel) ist eine Kirchspielsgemeinde (dän.: Sogn) in Esbjerg im südlichen Dänemark. Sie entstand 1961 durch Abspaltung aus dem Zions Sogn. Bis 1970 gehörte sie zur Harde Skast Herred im damaligen Ribe Amt, danach zur Esbjerg Kommune im erweiterten Ribe Amt, die im Zuge der Kommunalreform zum 1. Januar 2007 in der „neuen“  Esbjerg Kommune in der Region Syddanmark aufgegangen ist.

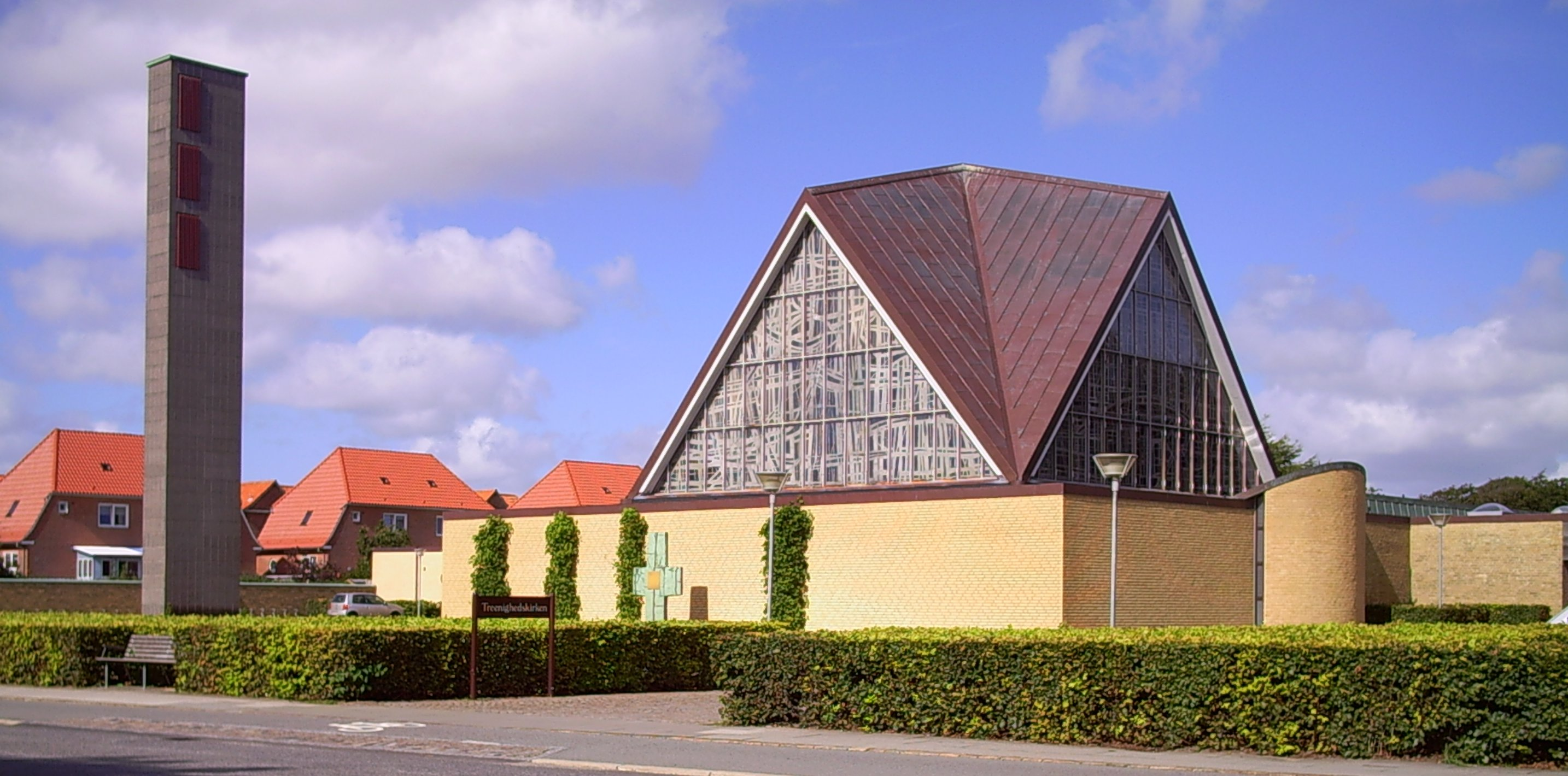
Treenighedskirke

Von den 71.921 Einwohnern Esbjergs leben 7578 im Kirchspiel. (Stand:1. Januar 2023). Im Kirchspiel liegt die Kirche „Treenighedskirke“.
Nachbargemeinden sind im Nordwesten Sædden Sogn, im Norden Gjesing Sogn, im Osten Kvaglund Sogn und Jerne Sogn, im Südosten Vor Frelsers Sogn (dt.: Unser Heiland) und im Süden Zions Sogn. Im Westen hat das Kirchspiel auf einer kurzen Strecke Zugang zum Wattenmeer.